# Cardiophorus serratus
Cardiophorus serratus là một loài bọ cánh cứng trong họ Elateridae. Loài này được Mukhopadhyay & Chakraborty miêu tả khoa học năm 2003.